# Modolo
Modolo är en ort och kommun i provinsen Oristano i regionen Sardinien i Italien. Kommunen hade 163 invånare (2017).